# تلاتچه
تلاتچه (به لهستانی:  Telatycze) یک روستا در لهستان است که در گمینا نوژتس-ستاتسیا واقع شده‌است.